# چلسی (میشیگان)
چلسی، میشیگان (به انگلیسی: Chelsea, Michigan) یک شهر در ایالات متحده آمریکا با جمعیت ۴٬۹۴۴ نفر است که در میشیگان واقع شده‌است.

## موقعیت جغرافیایی
موقعیت جغرافیایی شهرها و مناطق اطراف به شرح زیر است: